# Laura Benanti
Laura Benanti, all'anagrafe Laura Ilene Vidnovic (New York, 15 luglio 1979) è un'attrice e cantante statunitense, specializzata nel genere musical.
Principalmente attrice teatrale, ha partecipato anche a film e serie televisive. Nel 2008 vinse un Tony Award come miglior attrice non protagonista in un musical, categoria nel quale vinse anche ai Drama Desk Awards nel 2008 e nel 2011.

## Biografia
Nata a New York City da Linda Wonneberger e Martin Vidnovic, entrambi cantanti e attori, è di origini jugoslave, tedesche, irlandesi e native americane. È cresciuta nel New Jersey con la madre Linda e il patrigno Salvatore Benanti, psicoterapista, dal quale ha preso il cognome. Anche se attratta dal teatro fin da piccola, i genitori non la lasciarono partecipare a provini professionali, ma partecipò comunque a musical scolastici e locali, incluse riproposizioni di Evita e Into the Woods. A 16 anni fu protagonista del musical scolastico Hello, Dolly!, con cui vinse un Paper Mill Playhouse Rising Star Award come miglior attrice in una produzione scolastica.

### Carriera
A 18 anni ottenne un ruolo come sostituta di Rebecca Luker, interprete di Maria, nella riproposizione dello spettacolo The Sound of Music, prendendo il suo posto l'anno successivo. Nel frattempo aveva iniziato da poco a frequentare l'Università di New York, ma che abbandonò subito per dedicarsi alla carriera teatrale. Si diplomò nel 1997 presso la Kinnelon High School. Nel 1999 si esibì nel musical Swing!, ottenendo una nomination ai Tony Award come miglior attrice in un musical. Nel 2000 si esibì con Donna Murphy in Wonderful Town. Nel 2002 interpretò Cenerentola, che aveva già interpretato da adolescente, nello spettacolo Into the Woods, ricevendo una candidatura come miglior attrice in un musical sia ai Drama Desk Awards che ai Tony Awards. Durante un'esibizione di tale spettacolo, si fratturò il collo, subendo danni anche al midollo spinale e rischiando la paralisi. Dopo prime diagnosi inesatte, si sottopose a un delicato intervento chirurgico otto mesi dopo l'incidente, soffrendo di dolori al collo e mielopatia anche negli anni successivi. Ad esibirsi in teatro tornò nel marzo 2003, partecipando al musical Nine, ma lasciò il cast dopo sei mesi.
Nel 2005 esordì in televisione, partecipando alla sitcom Starved. Nel 2006 esordì anche nel mondo del cinema, partecipando a due film: Falling for Grace e Ti va di ballare?. Sempre nel 2006 interpretò Julia Sullivan nel musical The Wedding Singer, l'anno dopo partecipò per tre settimane al musical Gypsy: A Musical Fable, interpretando Louise. Dal marzo 2008 al gennaio 2009 si esibì nello stesso spettacolo nel Broadway theatre di New York, ricevendo ottimi riscontri dalla critica. Il New York Times la giudicò la miglior esibizione della sua carriera. Grazie a tale interpretazione vinse nella categoria “Miglior attrice in un musical” ai Tony Awards, ai Drama Desk Awards e agli Outer Critics Circle Awards. Successivamente fu guest star nella serie televisiva Eli Stone.
Nell'aprile 2009 si esibì al The Public Theater di New York nella produzione Why Torture Is Wrong, And the People Who Love Them. Nel novembre dello stesso anno, invece, si esibì al Lyceum Theatre e al Lincoln Center Theatre nel dramma In the Next Room (or The Vibrator Play). Inoltre partecipò agli spettacoli in onore del World AIDS Day Pippin e Children of Eden.
Nel 2010 partecipò al musical Women on the Verge of a Nervous Breakdown, ricevendo una candidatura ai Tony Awards, e ottenendo un Drama Desk Award e un Outer Critics Circle Award. Nel 2011 si unì al cast della serie televisiva The Playboy Club, l'anno seguente è scelta come co-protagonista di Go On. Nel 2016 è tornata a Broadway con il musical She Loves Me, per cui è stata candidata al Tony Award alla miglior attrice protagonista in un musical. Dal 2016 la sua celebrità si è estesa al di là del mondo del teatro quando ha cominciato ad apparire come imitatrice di Melania Trump al The Late Show with Stephen Colbert, uno show in cui si è esibita numerose volte nel corso degli anni nei panni della first lady. Nell'autunno 2018 sostituisce Lauren Ambrose nel ruolo di Eliza Doolittle in My Fair Lady a Broadway.

### Vita privata
Tra il 2005 e il 2006 è stata sposata con Chris Barron. Nel settembre 2007 si è risposata con l'attore Steven Pasquale, per poi lasciarsi nel 2013. Nel novembre 2015 si sposa per la terza volta con Patrick Brown.

## Filmografia

### Attrice

#### Cinema
- Ti va di ballare? (Take the Lead), regia di Liz Friedlander (2006)
- Il fascino di Grace (Falling for Grace), regia di Fay Ann Lee (2006)
- Meskada, regia di Josh Sternfeld (2010)
- Worth - Il patto (Worth), regia di Sara Colangelo (2020)
- Stai con me oggi? (Here Today), regia di Billy Crystal (2021)
- Tick, Tick... Boom!, regia di Lin-Manuel Miranda (2021)
- Fidanzata in affitto (No Hard Feelings), regia di Gene Stupnitsky (2023)
- Kinda Pregnant, regia di Tyler Spindek (2025)

#### Televisione
- Starved – serie TV, 7 episodi (2005)
- Eli Stone – serie TV, 5 episodi (2008)
- Life on Mars – serie TV, episodio 1x11 (2009)
- Open Books, regia di James Burrows – film TV (2010)
- The Big C – serie TV, episodio 2x11 (2011)
- The Playboy Club – serie TV, 7 episodi (2011)
- Law & Order - Unità vittime speciali (Law & Order: Special Victims Unit) – serie TV, 9 episodi (2011–2014)
- Go On – serie TV, 22 episodi (2012-2013)
- Royal Pains – serie TV, 8 episodi (2013)
- Elementary – serie TV, episodio 2x04 (2013)
- Nurse Jackie - Terapia d'urto (Nurse Jackie) – serie TV, 7 episodi (2014)
- The Good Wife – serie TV, episodi 5x19-6x13 (2014-2015)
- Nashville – serie TV, 15 episodi (2014-2015)
- Supergirl – serie TV, 10 episodi (2015-2016)
- The Late Show with Stephen Colbert – programma TV, 11 puntate (2016-2021)
- The Detour – serie TV, 21 episodi (2017–2019)
- Younger – serie TV, 18 episodi (2018-2021)
- Gossip Girl – serie TV, 12 episodi (2021-2023)
- The Gilded Age – serie TV, 3 episodi (2023)
- Elsbeth – serie TV, episodio 1x10 (2024)

### Doppiatrice
- Rapunzel - Prima del sì (Tangled: Before Ever After), regia di Tom Caulfield e Stephen Sandoval – cortometraggio TV (2017)
- Rapunzel - La serie (Tangled: The Series) – serie animata, episodi 1x14-2x11 (2017, 2019)

## Teatrografia
- The Sound of Music, regia di Susan H. Schulman. Martin Beck Theatre di New York (1998-1999)
- Swing!, regia di Lynne Taylor-Corbett. St. James Theatre di New York (1999-2001)
- Into the Woods , regia di James Lapine. Broadhurst Theatre di New York (2002)
- Something Good, tributo al 100º anniversario della nascita di Richard Rodgers. George Gershwin Theatre di New York (2002)
- Nine, regia di David Leveaux. Eugene O'Neill Theatre di New York (2003)
- The Violet Hour, regia di Evan Yionoulis. Samuel J. Friedman Theatre di New York (2003)
- The Wedding Singer, regia di John Rando. Al Hirschfeld Theatre di New York (2006)
- Gypsy, regia di Arthur Laurents. St. James Theatre di New York (2008)
- Why Torture Is Wrong, and the People Who Love Them, regia di Nicholas Martin. Public Theater di New York (2009)
- In the Next Room (or The Vibrator Play), regia di Les Waters. Lyceum Theatre di New York (2010)
- Women on the Verge of a Nervous Breakdown, regia di Bartlett Sher. Belasco Theatree di New York (2011)
- I am Harvey Milk, regia di Noah Himmelstein. San Francisco Gay Men's Chorus di San Francisco (2013)
- La tempesta, regia di Lear deBessonet. Delacorte Theatre di New York (2013)
- The Most Happy Fella, regia di Casey Nicholaw. City Center Encores! di New York (2014)
- Parade, regia di Gary Griffin. David Geffen Hall di New York (2015)
- She Loves Me, regia di Scott Ellis. Studio 54 di New York (2016)
- Meteor Shower, regia di Jerry Zaks. Booth Theatre di Broadway (2017)
- My Fair Lady, regia di Bartlett Sher. Lincoln Center di Broadway (2018)
- Lettere d'amore, regia di Ciarán O’Reilly. Irish Repertory Theatre di New York (2023)

## Riconoscimenti
- Tony Award
  - 2000 – Candidatura per la miglior attrice non protagonista in un musical per Swing!
  - 2002 – Candidatura per la miglior attrice non protagonista in un musical per Into the Woods
  - 2008 – Miglior attrice non protagonista in un musical per Gypsy
  - 2011 – Candidatura per la miglior attrice non protagonista in un musical per Women on the Verge of a Nervous Breakdown
  - 2016 – Candidatura per la miglior attrice protagonista in un musical per She Loves Me
- Drama Desk Award
  - 2002 – Candidatura per la miglior attrice non protagonista in un musical per Into the Woods
  - 2008 – Miglior attrice non protagonista in un musical per Gypsy
  - 2008 – Miglior attrice non protagonista in un musical per Women on the Verge of a Nervous Breakdown
  - 2016 – Candidatura per la miglior attrice protagonista in un musical per She Loves Me
- Drama League Award
  - 2003 – Candidatura per la miglior performance per Nine
  - 2008 – Candidatura per la miglior performance per Gypsy
  - 2010 – Candidatura per la miglior performance per In the Next Room (or The Vibrator Play)
  - 2011 – Candidatura per la miglior performance per Women on the Verge of a Nervous Breakdown
  - 2016 – Candidatura per la miglior performance per She Loves Me
  - 2018 – Candidatura per la miglior performance per Meteor Shower
- Outer Critics Circle Award
  - 2002 – Candidatura per la migliore attrice non protagonista in un musical per Into the Woods
  - 2003 – Candidatura per la migliore attrice non protagonista in un musical per Nine
  - 2008 – Migliore attrice non protagonista in un musical per Gypsy
  - 2010 – Candidatura per la migliore attrice in un'opera teatrale per In the Next Room (or The Vibrator Play)
  - 2011 – Migliore attrice non protagonista in un musical per Women on the Verge of a Nervous Breakdown
  - 2016 – Candidatura per la migliore attrice in un musical per She Loves Me
- Saturn Award
  - 2016 – Candidatura per la miglior guest star in una serie televisiva per Supergirl

## Doppiatrici italiane
Nelle versioni in italiano delle opere in cui ha recitato, Laura Benanti è stata doppiata da:
- Francesca Manicone in Royal Pains, Fidanzata in affitto
- Selvaggia Quattrini in Elementary, Worth - Il patto
- Laura Lenghi in Life on Mars
- Emanuela D'Amico in Eli Stone
- Laura Latini in Law & Order - Unità vittime speciali (ep. 13x10, 13x12)
- Michela Alborghetti in Law & Order - Unità vittime speciali (ep. 13x15, 13x18, 13x19, 13x23, 14x01, 15x08)
- Antonella Baldini in Nashville
- Claudia Catani in Supergirl
- Francesca Fiorentini in Gossip Girl
- Chiara Colizzi in Tick, Tick... Boom!

Da doppiatrice è sostituita da:
- Laura Lenghi in Rapunzel - La serie